# Haliclona porosa
Haliclona porosa är en svampdjursart som först beskrevs av Duchassaing och Giovanni Michelotti 1864.  Haliclona porosa ingår i släktet Haliclona och familjen Chalinidae. Inga underarter finns listade i Catalogue of Life.